# Idioma giimbiyu
El giimbiyu o guiimbiyu es una lengua aborigen australiana, actualmente extinta del norte de Australia. El término giimbiyu es una palabra del gaagudju que significa 'del país de piedra'. El término fue introducido en Harvey (1992) como un término general para un conjunto de variedades lingüísticas:
- Mangerr (Mengerrdji)
- Urningangga (Wuningak) y Erri (Arri)

En 1997 Nicholas Evans propuso una familia lingüística de lenguas de la Tierra de Arnhem que incluía al idioma giimbiyu. Sin embargo, no son incluidos en esa unidad filogenética por Bowern (2011).